# Kristina Stöckl
Kristina Stoeckl (* 1977) ist eine österreichische Soziologin. Ihr Spezialgebiet ist Religionssoziologie, insbesondere der Russischen Orthodoxie, und das Verhältnis von Religion und Politik in Russland.

## Leben
Kristina Stoeckl studierte an der Universität Innsbruck Vergleichende Literaturwissenschaft, Germanistik und Slawistik. 2001 schloss sie ihr Studium mit der Diplomprüfung ab. Von 2001 bis 2003 studierte sie Internationale Beziehungen und Europastudien an der Central European University in Budapest. 2007 wurde sie am Europäischen Hochschulinstitut in Florenz mit einer Dissertation über die Russisch-Orthodoxe intellektuelle Tradition in der Auseinandersetzung mit der politischen Moderne zum PhD promoviert. Sie war Marie Sklodowska-Curie Post-Doc Fellow an der Universität Tor Vergata in Rom (2009–2012) und APART-Stipendiat der Österreichischen Akademie der Wissenschaften an der Universität Wien (2012–2015).
Seit 2015 forscht und lehrt sie an der Universität Innsbruck, seit 2019 als Universitätsprofessorin und Direktorin des Instituts für Soziologie der Universität. Gastdozenturen führten sie an das Institut für die Wissenschaften vom Menschen in Wien, an das Robert Schuman Center for Advanced Studies am Europäischen Hochschulinstitut in Florenz und an die Universität Uppsala. Seit 2016 ist sie Mitglied der Jungen Akademie der Österreichischen Akademie der Wissenschaften. Seit 2023 ist sie Professorin an der Freien Internationale Universität für Soziale Studien (LUISS) in Rom, Italien.
Von 2016 bis 2022 leitete Kristina Stoeckl das Forschungsprojekt Postsecular Conflicts, ein ERC Starting Grant des EU-Forschungsrahmenprogramms Horizont 2020, das Verbindungen der Russischen Orthodoxen Kirche und rechts- und moralkonservativer Kreise im Westen untersuchte.
Ihr Forschungsbereich ist die Religionssoziologie, politische Soziologie und politische Theorie, mit Schwerpunkt auf der Interaktion von (orthodoxer) Religion und Politik in Russland. Als Expertin für die Haltung der russisch-orthodoxen Kirche gegenüber Wladimir Putin und dessen Politik gab sie im Zuge des russischen Überfalls auf die Ukraine 2022 zahlreiche Interviews und Einschätzungen der Lage in österreichischen und internationalen Medien.

## Auszeichnungen
- 2015: Start-Preis
- 2016: Horizon 2020 ERC Starting Grant[7]
- 2019: Kardinal-Innitzer-Förderungspreis für Sozial- und Wirtschaftswissenschaften

## Werke
- Community after totalitarianism: the Russian Orthodox intellectual tradition and the philosophical discourse of political modernity. Frankfurt, M.; Berlin; Bern; Bruxelles; New York, NY; Oxford; Wien: Lang 2008, ISBN 978-3-631-57936-7 (= Erfurter Studien zur Kulturgeschichte des orthodoxen Christentums 4)
- (Hrsg., mit Jürgen Nautz und Roman Siebenrock): Öffentliche Religionen in Österreich: Politikverständnis und zivilgesellschaftliches Engagement. Innsbruck: Innsbruck Univ. Press 2013, ISBN 978-3-902811-86-8
- The Russian Orthodox Church and Human Rights. Routledge 2014, ISBN 978-1-138-20596-3 doi:10.4324/9781315818788
- (Hrsg., mit Dmitry Uzlaner): Postsecular Conflicts: Debating tradition in Russia and the United States. Innsbruck: innsbruck university press iup 2020, ISBN 978-3-903187-99-3
- Russian Orthodoxy and Secularism. Leiden: Brill 2020, ISBN 978-90-04-42859-1 (= Brill research perspectives. Religion and politics ISSN 2589-5842)
- mit Dmitry Uzlaner: Moralist International. Russia in the Global Culture Wars. Fordham University Press, New York 2022, ISBN 978-1-5315-0213-3.